# 和泉熊野神社
和泉熊野神社（いずみくまのじんじゃ）は、東京都杉並区和泉にある神社。

## 由緒
当神社は、社伝によれば、文永4年(1267年)に紀州の熊野神社の分霊を祀ったのが当神社の創建である。弘安7年(1284年)に社殿を修造し、その後北条氏綱が上杉朝興と戦い江戸城を攻略した際にも社殿を修めたと伝えられる。江戸時代には寛永16年(1639年)と元禄9年(1696年)の両度にわたって社殿の改修をおこなった。別当寺は隣接する龍光寺であった。現在の社殿は文久3年(1863年)の造営で、明治4年(1871年)に修復したもの。また、境内には徳川家光が鷹狩りの途中で休息し、その時に手植えしたと伝えられる松の大木もご神木としてある。

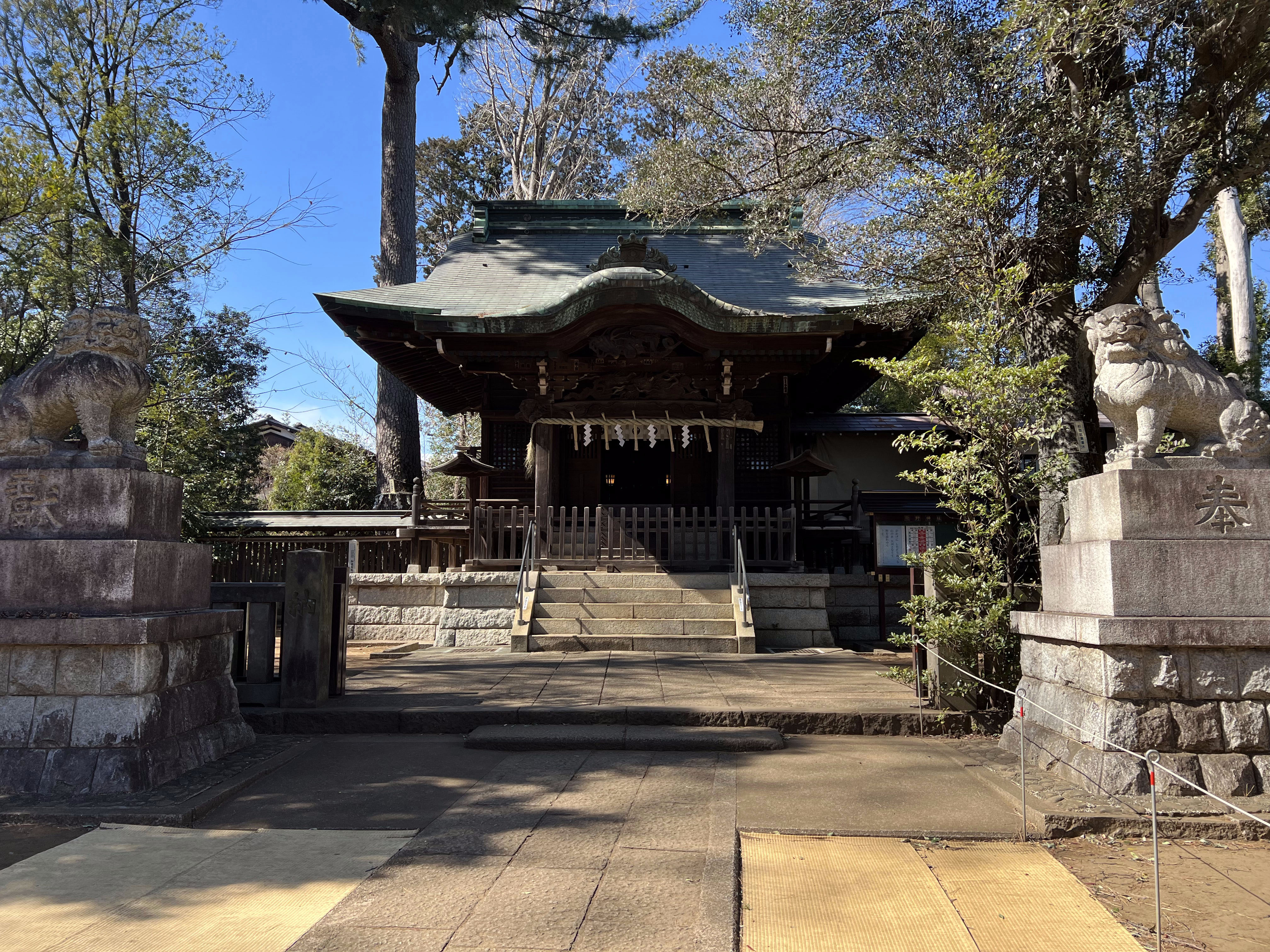
拝殿
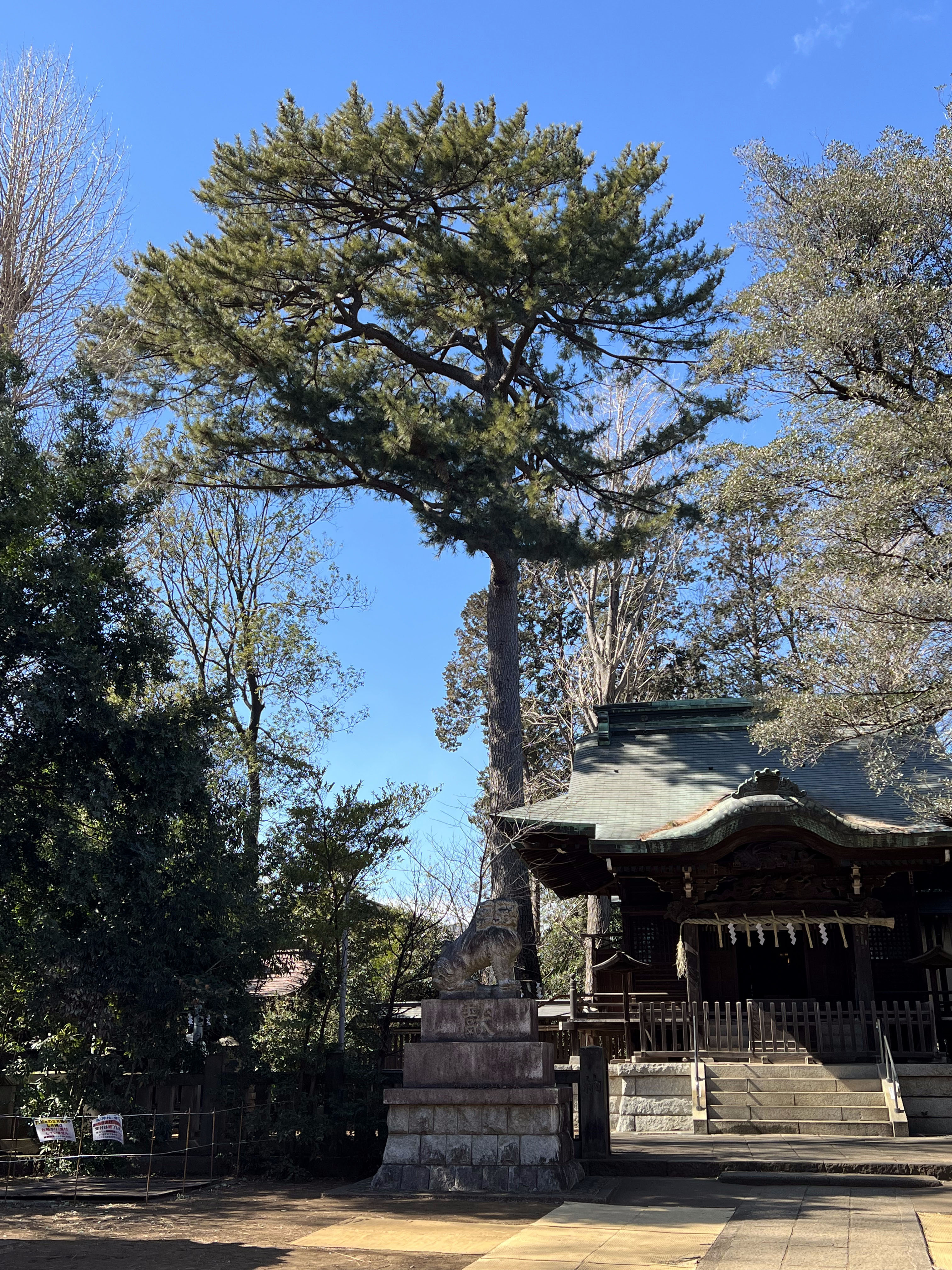
和泉熊野神社のクロマツ

## 文化財
杉並区指定天然記念物
- 和泉熊野神社のクロマツ 1本

## 境内社
- 北野神社(菅原道真公)
- 御嶽神社(日本武尊)
- 山神社(大山祇神)
- 稲荷神社(豊受比売神)

## 境外摂社

### 貴船神社

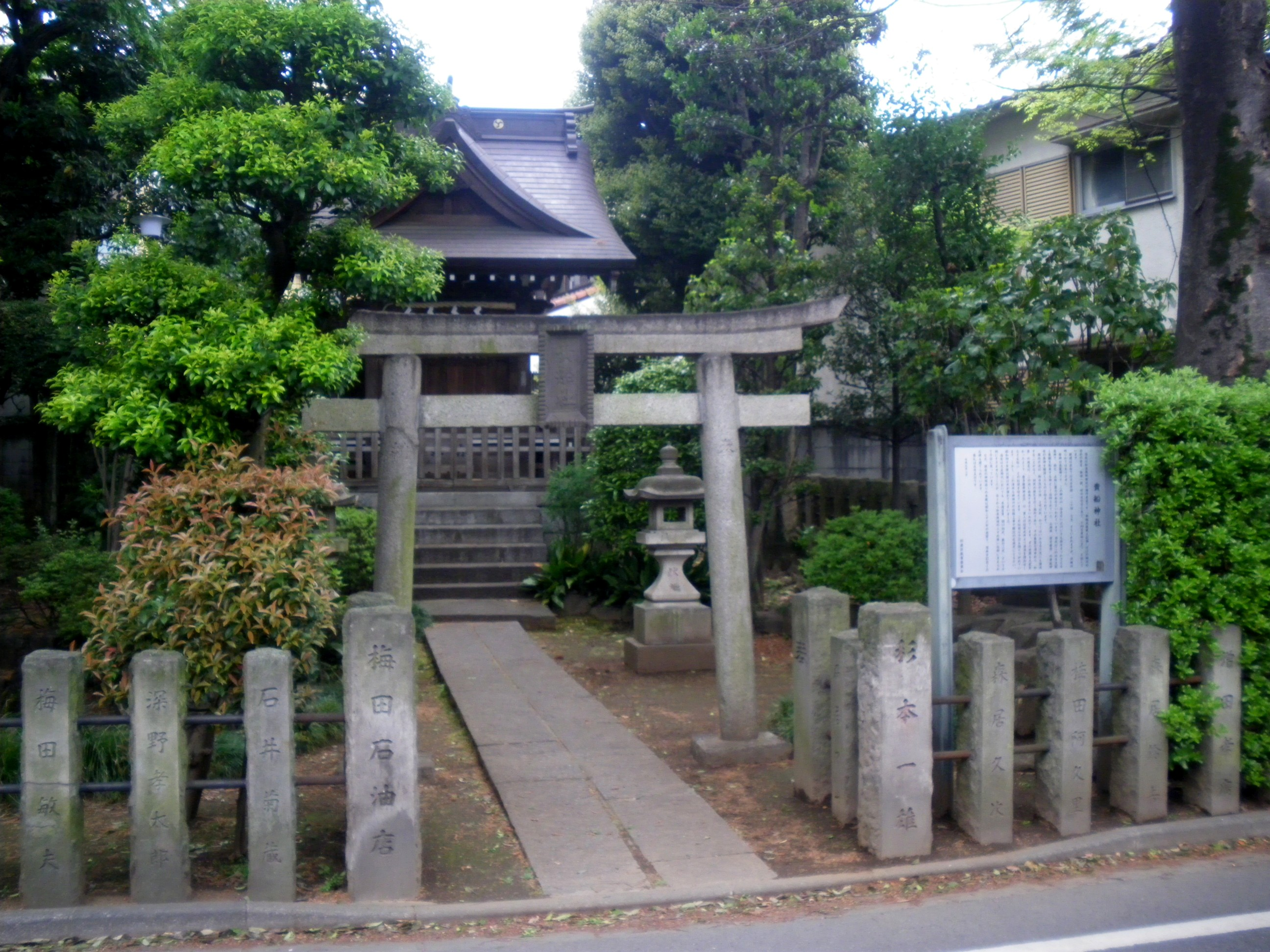
貴船神社

由緒
貴船神社は、社伝によると文永年間(1264年～1275年)ともいわれている。高龗神が祭神である。山城国(現:京都府)の貴船神社の祭神を勧請したものと伝わる。境内にあるの池は「御手洗の小池」と呼ばれ、村民の雨乞いの場所でもあり、どんな日照りでも涸れることなく湧き出ることから、当地の地名「和泉」の名の由来になったとも言われている。しかし、神田川の改修工事や付近の宅地化により、昭和40年以降は水が涸れてしまった。現在の社殿は昭和36年(1961年)に建てられたもの。例祭は5月5日である。

## 併設施設
- くまの幼稚園

## アクセス
- 京王井の頭線・永福町駅より徒歩約6分
- 拝観は無料。